# Гришин, Альфред Владимирович
Альфред Владимирович Гришин (21 февраля 1941, Ишим, Тюменская область — 24 мая 2022, Димитровград, Ульяновская область) — советский и российский тренер по боксу. Заслуженный тренер СССР (1989). Почётный гражданин Димитровграда (1998). Почётный гражданин Ульяновской области (2002).

## Биография
Родился 21 февраля 1941 года в Ишиме.
В 1969 году окончил Омский государственный медицинский институт им. М. И. Калинина. Женат. Супруга — Нина. Есть дочь.
В 1978 году переехал в Димитровград, где создал свою школу бокса, работающую на базе спортивного клуба «Нейтрон». Руководитель клуба «Ринг». С 1978 по 1987 год параллельно работал заведующим рентгенологическим отделением МСЧ-65 в Димитровграде. С 1982 года — старший тренер Ульяновской области по боксу. С 1987 по 1992 год был старшим тренером СДЮШОР Димитровграда. С 1982 по 2008 год работал в составе тренерского коллектива сборных команд СССР и России. С 1992 по 2015 год Гришин был директором Димитровградской школы бокса олимпийского резерва, которой в 2003 присвоено его имя. Альфред Владимирович — почётный президент Федерации бокса Ульяновской области.
Наивысших результатов среди его воспитанников достигли:
- Евгений Судаков — серебряный призёр чемпионата мира 1989 года[6]
- Сергей Казаков — бронзовый призёр Олимпийских игр 2004 года, чемпион мира 2003 года, трёхкратный чемпион Европы (1998, 2002, 2004)[7]

Скончался 24 мая 2022 года в Димитровграде.

## Награды и звания
- Почётное звание «Заслуженный тренер РСФСР» (1984)
- Почётное звание «Заслуженный тренер СССР» (1989)
- Почётный гражданин Димитровграда (1998)[9]
- Медаль ордена «За заслуги перед Отечеством» II степени (1999)[10]
- Почётный гражданин Ульяновской области (2002)[11]
- Медаль ордена «За заслуги перед Отечеством» I степени (2005)[12]